# Bili Džo Armstrong
Bili Džo Armstrong (engl. Billie Joe Armstrong; Oukland, 17. februar 1972) glavni je tekstopisac, pevač i gitarista pank rok benda Grin dej.

## Mladost
Armstrong je odrastao u Rodeu, Kalifornija, kao najmlađe od šestoro dece. Njegovo kršteno ime je Bili Džo. U intervjuu koji je dao 1995. godine potvrdio je da je njegovo ime Bili Džo, a ne Vilijam Džozef. Njegov otac, Endi Armstrong (Andy Armstrong), bio je penzionisani bejzbol igrač, koji je radio kao džez muzičar i vozač kamiona, kako bi izdržavao porodicu. Umro je od raka grla, 15. septembra 1982, kada je Bili Džou bilo deset godina. Bilijeva majka, Oli (Ollie) radila je kao konobarica u lokalu Rod's Hickory Pit, u kome su Bili Džo i Majk Dirnt imali svoj prvi nastup kao tinejdžeri.
Bili Džoovo interesovanje za muziku počelo je još dok je bio veoma mlad. Snimio je pesmu Look For Love kada mu je bilo samo pet godina, za etiketu Fiat Records Kao tinejdžer, najpre se zainteresovao za metal muziku, ali je prešao na pank nakon što je čuo pesmu Holidays in the Sun grupe Seks pistolsi. Pohađao je srednju školu Džon Svit John Swett, zatim prešao u školu Pinole Valley i konačno 16. februara 1990, napustio školovanje kako bi se u potpunosti posvetio muzičkoj karijeri. U srednjoj školi, nadimak mu je bio Two Dollar Bill (novčanica od dva dolara), zbog toga što je školu snabdevao džointima po ceni od dva dolara.

## Spoljašnje veze
Mediji vezani za članak Bili Džo Armstrong na Vikimedijinoj ostavi

- Zvanični sajt grupe Grin dej (jezik: engleski)
- (jezik: engleski)
- — biografija Bilija Džoa (jezik: engleski)
- Bili Džo Armstrong na sajtu  (jezik: engleski)
- (jezik: engleski)